# Herojiw Dnipra
Herojiw Dnipra (ukr. Героїв Дніпра, Bohaterów Dniepru) – jedna ze stacji kijowskiego metra na linii Obołonśko-Teremkiwśkiej. Została otwarta 6 listopada 1982. 
Znajduje się w rejonie obołońskim, a jej nazwa pochodzi od ulicy, pod którą jest zlokalizowana.
Stacja położona jest płycej, niż wiele innych podziemnych stacji metra w Kijowie. Znajduje się w niej hol peronowy z brązowymi kolumnami o kwadratowej podstawie. Ściany są ozdobione białym i żółtym marmurem, a podłoga jest wykonana z czerwonego granitu. Stacja dostępna jest przez dwa tunele; jeden prowadzi do Prospektu Obołońskiego, a drugi do ulicy Herojiw Dnipra (od której stacja bierze nazwę).